# Кулець Іван
Іва́н Куле́ць (чеськ. Jan Kulec; 24 червня 1880, Вузлове — 11 березня 1952, Прага) — український художник, педагог, громадський діяч. Провідний представник модерного мистецтва української діаспори.

## Життєпис
Народився 24 червня 1880 року у містечку Холоїв (нині — Вузлове, Шептицького району) на Львівщині.
Початкову освіту здобував у польських школах — в Городку та Журавні; середню — у Львові. В період від 1904 по 1909 студіював у Краківській академії красних мистецтв. Його викладачами були професори Юзеф Унєжиський, Войцех Вайс, Ян Станіславський та Юліан Панькевич.
У 1914 році перебрався до Праги. Через рік Іван Кулець як солдат австро-угорської армії працює військовим художником. Після війни, довідавшись, що рідний дім знищено, а батько помер через злидні (мати померла ще до війни), вирішив залишитися у Празі та оселився на Краловске Виногради.
Один із засновників Української студії пластичного мистецтва, де викладав живопис.
Помер 11 березня 1952 року та похований на Виноградському цвинтарі у Празі.